# Clasificación para la Eurocopa de fútbol sala de 2003
La Ronda de Clasificación para el Campeonato Europeo de Fútbol Sala de la UEFA de 2003 tuvo lugar entre el 5 y el 23 de noviembre de 2002. Los países anfitriones fueron Eslovaquia, Finlandia, Holanda, Hungría, Portugal, República Checa y Yugoslavia.

## Equipos participantes
Fue la cuarta edición de este campeonato europeo regulado de los equipos nacionales de fútbol sala.

29 equipos miembros de la UEFA se inscribieron para participar en el torneo. De ellos, 8 se clasificaron para participar en la Fase Final.

En la Ronda de Clasificación los 28 equipos se distribuyeron en 7 grupos de 4 equipos  y de ellos los vencedores de cada grupo  pasaron a jugar la Fase Final.

La selección de Italia como representante del país anfitrión quedó clasificada directamente para la Fase Final.

Los países participantes en la Ronda de Clasificación fueron:
| Andorra | Armenia | Azerbaiyán | Bélgica | Bielorrusia | Bosnia-Herzegovina |  |
| 1 Sergi Babot Abad 2 Ruben Barcala 3 Joan Foix Fernández 4 Gregori Molina 5 Jordi Ferreiro Toscano 6 Oriol Anglora Pirot 7 Jerónimo Jiménez 8 Jofre Llort Samso 9 Xavier Nunez Romero 10 Gómez Gil 11 Jordi Bordes 12 Eric Font 13 Jordi Iscla 14 Xavier Sola Peralba Ent. Carles Riba Vinyes | 1 Vagharshak Shahnazaryan 2 Artur Abazyan 3 Sergey Hayrbabamyan 4 Ruben Nazaretsyan 5 Samuel Minasyan 6 Zohrab Niazyan 7 Artur Karapetyan 9 Karen Mikaelyan 10 Suren Chakhalyan 11 Gegham Yedigaryan 16 Vladimir Mkhitaryan 17 Armen Danielyan 18 Arsen Zuloyan Ent. Vitali Aghasyan | 1 Konstantin Goussev 2 Dzeykhun Sultanov 3 Mirbaghir Isayev 4 Bakhtiyar Musayev 5 Ronaldo Silvino Da Costa 6 Zeynal Zeynalov 7 Rajab Faradj-zade 8 Rizvan Farzaliyev 9 Allakhverdi Babaev 10 Makhir Eyniev 11 Zaur Ramazanov 12 Ilgar Abdoulov 13 Agatair Azimov 14 Diogenes Leandro Da Silva Pires Ent. Fazil Garayev | 1 Marc Vandecaetsbeek 2 Mustapha Aabbassi 3 Ylias El Haoual 4 Karim Bachar 5 Mohammed Boukamir 6 Mustafa Toukouki 7 Nouredine El Yahiaoui 8 Rudy Plompen 9 Kurt Gessner 10 Tim Vergauwen 11 Mustapha Harram 12 Luca Cragnaz 14 Steve Pouwels Ent. Damien Knabben | 1 Igor Kirkizh 2 Vadim Lushkovski 3 Dzmitry Matsiuk 4 Dmitri Kadakov 5 Ilya Gurin 6 Viktor Ivanyutin 7 Aleksandr Chernik 8 Aleksandr Savintsev 9 Vladimir Levus 10 Serguei Lagoutko 11 Sergei Kuznetsov 12 Nikolai Gurinchik 14 Pavel Dediulia Ent. Valery Dasko | 1 Dzevad Sejdinovic 2 Mitar Vukanovic 3 Dalibor Duvnjak 4 Ferik Dizdarevic 5 Abdulah Spahic 6 Alen Lali? 7 Dražan Zadro 8 Josip Lokmer 9 Muamer Orucevic 10 Ramiz Ramic 11 Toni Cuk 12 Edib Hodzic Ent. Tomislav Curcic |  |

| Chipre | Croacia | Eslovaquia | Eslovenia | España | Finlandia |  |
| 1 Christakis Antoniou 2 Marios Aggelides 3 Kyriakos Kyriakou 4 Petros Konstantinou 5 Charalambos Demetriades 6 Giorgos Georgiou 7 Loizos Lefkaritis 8 Patroklos Pantelas 9 Agathoclis Agathocleous 10 Costas Poliviou 11 Thomas Tsolakis 15 Hratch Megerditchian Ent. Sofoullis Stylianou | 1 Aljosa Stanicic 2 Patrik Drndic 3 Mile Batur 4 Tomislav Gricar 5 Ivo Podrug 6 Sandro Salacan 7 Ivica Osibov 8 Nikola Tomicic 9 Robert Hertl 10 Robert Grdovic 11 Boženko Špar 12 Bozidar Butigan 13 Kresimir Civrag Ent. Božidar Šikic | 1 Mário Gašparovic 2 Rastislav Kollár 3 Martin Cambal 4 Radoslav Krajcik 5 Peter Kerlík 6 Jozef Husvar 7 Andrej Urbanovic 8 Michal Badura 9 Radoslav Hynek 10 Marián Berky 11 Igor Nagy 12 Roman Horsky 13 Štefan Sudimák 14 Lubomir Rusinko Ent. Ivan Štulajter | 1 Marjan Dermastja 2 Tomi Horvat 3 Denis Delameja 4 Dejan Simic 5 Denis Ibrisimovic 6 Danilo Kurnik 7 Joze Gacnik 8 Dejan Kraut 9 Senudin Dzafic 10 Milivoje Simeunovic 11 Mito Kos 12 Marko Pungartnik 13 Valdi Lakoseljac Ent. Darko Križman | 1 Luis Amado 2 Julio 3 Edesio Rodrígues Das Graças 4 Adeva 5 Orol 6 Joan 7 Javi Rodríguez 8 Kike 9 Javi Sánchez 10 Andreu 11 Alberto Cogorro 12 Guillermo 13 Sergio 14 Daniel Ent. Javier Lozano Cid | 1 Jani Meriläinen 2 Risto Salmi 4 Ville Sihvonen 5 Janne Laine 6 Jani Uotinen 7 Jan Modig 8 Mika Helin 10 Niki Helenius 11 Tommi Sergejeff 12 Jani Kristian Tuomala 13 Petteri Kärkkäinen 14 Jere Pirhonen 16 Janne Rantala Ent. Simo Syrjävaara |  |

| Francia | Georgia | Grecia | Holanda | Hungría | Israel |  |
| 1 Jean-Pierre Sabani 2 Mokrane Attal 3 Mohamed Baroune 4 Stéphane Basson 5 Salim Belgharbi 6 Jérôme Calatraba 7 Stéphane Cossart 8 Fernando Da Cruz 9 Grégory Ferreira Lino 10 Sébastien Gormaz 11 Hichem Sard 12 Clément Galien 13 Aissa Yahia Bey Ent. James Doyen | 1 Zaal Chitaladze 2 Zviad Kupatadze 4 Nick Kbiladze 5 Revaz Devdariani 6 David Sologashvili 7 Irakli Targamadze 8 Aleksandr Sarkisian 9 George Altunashvili 10 Andro Mizandari 12 Galaktion Zoidze Ent. Guram Durglishvili | 1 Konstantinos Pappas 2 Grigoris Gougoulitsas 3 Elefterios Chrisogonidis 4 Athanassios Zachos 5 Demetris Mpismpikis 6 Stefanos Soilemes 7 Konstantinos Karasavvas 8 Thomas Panou 9 Stefanos Michalis 10 Panagiotis Lioutas 11 Ioannis Metevelis 12 Christos Melanifidis 14 Kiriakos Trochalidis 15 Thomas Kyritsis Ent. Sergey Stulov | 1 Patrick Thomassen 2 Antoine Merlino 3 Anton Biloro 4 Robert Herder 5 Hendrik Leatemia 6 Maarten Frankfort 7 Maximiliaan Tjaden 8 Marinho Letemahulu 9 Ralf Van Den Heuvel 11 Ali Houri 12 Arjan Heerland 14 Moes Rebel Ent. Victor Hermans | 1 Iván Tóth 2 Szabolcs Tóth 3 Gábor Somogyi 4 Tamás Szente 5 István Jávor 6 Gábor Szalay 7 Ferenc Kénoszt 8 Pál Baranyai 9 Zsolt Nagy 10 Gabor Nagy 11 János Madarász 12 Zoltán Balázs 13 Tamás Frank 14 Miklós Tóth Ent. András Szabó | 1 Eli Irim 3 Keren Batan 4 Shimi Bruchian 5 David Ben Tura 6 iLAN Russo 7 Amir Salem 8 Yaron Spigel 9 Asher Kadosh 10 Ran Shoef 11 Haim Sirotkin 12 Avi Kalif 22 Yaron Necher Ent. Omer Osovsky |  |

| Letonia | Lituania | Macedonia | Moldavia | Polonia | Portugal |  |
| 1 Aleksandrs Proskurnins 2 Aleksandrs Glazovs 3 Aleksandrs Emanuilovs 4 Mihails Lisjakovs 5 Vadims Sinicins 6 Dainis Kovals 7 Antons Bakanins 8 Vitalijs Pojarkovs 9 Vitalijs Rjabinins 10 Aleksandrs Smelovs 11 Andrejs Aleksejevs 12 Aigars Bondars 13 Aleksandrs Zukovs 14 Vadims Atamanukovs Ent. Olegs Ivanovs | 1 Deividas Bucinskas 2 Vytautas Vaskunas 3 Rimvydas Bakus 4 Audrius Markevicius 5 Tomas Rimkevicius 6 Robertas Silajevas 7 Genadijus Zevzikovas 8 Sigitas Juozaitis 9 Arturas Rimkevicius 10 Kestutis Rudzionis 11 Rikantas Buivydas 12 Egidijus Liubauskas 13 Tomas Kavolis 16 Andrius Krasinskas Ent. Gerardas Pasažauskas | 1 Rumen Ranov 2 Marjan Petkovski 3 Bobi Stojkoski 4 Mavrak Nenad 5 Ilija Manaskov 6 Dragi Kostadinovski 7 Branislav Trajkovski 8 Bobi Vucevski 9 Goran Mitev 10 Goran Kostovski 11 Goranco Todorovski 12 Kire Manev 14 Marjan Stefanovski 16 Goran Pandilov Ent. Vasil Skenderovski | 1 Denis Criucirov 2 Dorin Coceban 4 Vasile Arlet 6 Ivan Todorov 7 Victor Maimescu 8 Oleg Soimu 9 Jacov Zalevschii 10 Ghenadie Cucereavii 11 Iurie Romaniuc 12 Nicolae Neagu Ent. N/D | 1 Marcin Kwiatkowski 2 Krzysztof Kuchciak 4 Marek Grendziak 5 Jaroslaw Kaszowski 6 Krzysztof Filipczak 7 Adam Piechocki 8 Krzysztof Jasinski 9 Adam Kryger 10 Tomasz Lesniak 11 Krzysztof Marzec 12 Tomasz Ulfik 13 Szymon Maksym 14 Pieta Wojciech Ent. Marek Beben | 1 Toni 2 Adelino Valente 3 Zé Maria 4 Pedro Costa 5 Ivan 6 João Marçal 7 André Lima 8 Eduardo Fernandes 9 Gonçalo Alves 10 Arnaldo Pereira 11 Joel Queirós 12 João Benedito 13 Zézito Ent. Orlando Francisco Alves Duarte |  |

| República Checa | Rusia | Ucrania | Yugoslavia |  |  |  |
| 1 Petr Krayzel 3 Daniel Rajnoch 4 David Levcík 5 Tomáš Šluka 6 Roman Mareš 7 Martín Dlouhý 8 Rostislav Broz 9 Stanislav Bejda 10 Oldrich Maly 11 Michal Mareš 12 Jan Klíma 13 Karel Kristen 14 Vit Blazej Ent. Michal Stríž | 1 Alexei Evteev 2 Vladislav Chtchoutchko 3 Viatcheslav Moskalenko 4 Konstantin Maevski 5 Vladimir Grigoriev 6 Sergei Malyshev 7 Mikhail Markin 8 Andrei Chabanov 9 Sergei Ivanov 10 Gennady Ionov 11 Denis Abyshev 12 Sergei Zuev 13 Vladimir Stroganov 14 Boris Kupetskov Ent. N/D | 1 Alexey Popov 2 Oleh Shaytanov 3 Serhiy Sytin 4 Serhiy Koridze 5 Oleg Bezuglyy 6 Ramis Mansurov 7 Georgiy Melnikov 8 Olexandr Kosenko 9 Volodymyr Deynega 10 Igor Moskvychov 11 Fedir Pylypiv 12 Vladyslav Kornyeyev Ent. Gennadiy Lysenchuk | 1 Dragan Radulovic 2 Zeljko Dragoljevic 3 Zoran Benic 4 Darko Bojanovic 5 Bojan Pavicevic 6 Krsto Spadijer 7 Marko Kocic 8 Zoran Dimic 9 Igor Cetkovic 10 Predrag Rajic 11 Miloš Mišcevic 12 Vladimir Ranisavljevic 13 Vladan Cvetanovic 14 Nebojsa Kecojevic Ent. Goran Savicevic |  |  |  |

## Organización

### Sedes
El torneo se disputó en las ciudades de:
| Grupo | País            | Ciudad              | Pabellón           | Capacidad |
| 1     | Hungría         | Szeged Mako         | City Sport Hall    |           |
| 2     | Finlandia       | Helsinki            | Pasila Sport Hall  |           |
| 3     | Yugoslavia      | Zrenjanin           | Medison            |           |
| 4     | Holanda         | Sittard             | Stadssporhal       |           |
| 5     | Portugal        | Tavira Castro Marim | Pavilhão Municipal |           |
| 6     | República Checa | Ostrava Bílovec     | Sareza ZS Bílovec  |           |
| 7     | Eslovaquia      | Lučenec Levice      | Sporthall          |           |

## Resultados
(Entre el 5 y el 23 de noviembre de 2002)

### Grupo 1
| Equipo  | Pts | PJ | PG | PE | PP | GF | GC | Dif |
| ------- | --- | -- | -- | -- | -- | -- | -- | --- |
| Rusia   | 9   | 3  | 3  | 0  | 0  | 19 | 3  | 16  |
| Hungría | 6   | 3  | 2  | 0  | 1  | 13 | 7  | 6   |
| Israel  | 1   | 3  | 0  | 1  | 2  | 5  | 12 | -7  |
| Letonia | 1   | 3  | 0  | 1  | 2  | 3  | 18 | -15 |

#### Resultados
| Jornada 1; Martes, 5 de noviembre de 2002 16:00 UTC+1 | Rusia | 6-1     | Israel                                | City Sport Hall, Szeged (Hungría) | |
|                                                       | Sergei Ivanov 11'01', 18'05', 23'06' · Vladimir Grigoriev 17'03', 30'07' · Boris Kupetskov 18'04' · Viatcheslav Moskalenko 13'00' | Reporte | 12'02' Amir Salem · 38'00' iLAN Russo | Árbitro(s): Primer árbitro: Jyrki Filppu (FIN) Segundo árbitro: Andreas Demetriou (CYP) Tercer árbitro: Aleksandar Veljovic (SRB) Mesa: Delegado UEFA: Marinus den Engelsman (NED) | Árbitro(s): Primer árbitro: Jyrki Filppu (FIN) Segundo árbitro: Andreas Demetriou (CYP) Tercer árbitro: Aleksandar Veljovic (SRB) Mesa: Delegado UEFA: Marinus den Engelsman (NED) |

| Jornada 1; Martes, 5 de noviembre de 2002 18:00 UTC+1 | Hungría | 8-0     | Letonia | City Sport Hall, Szeged (Hungría) | |
|                                                       | Gábor Szalay 03'01' · Miklós Tóth 13'02', 21'03' · Szabolcs Tóth 31'04' · István Jávor 33'05' · Gábor Somogyi 37'06' · János Madarász 39'07' · Gabor Nagy 39'08' | Reporte |         | Árbitro(s): Primer árbitro: Pedro Ángel Galán Nieto (ESP) Segundo árbitro: Aleksandar Veljovic (SRB) Tercer árbitro: Andreas Demetriou (CYP) Mesa: Delegado UEFA: Marinus den Engelsman (NED) | Árbitro(s): Primer árbitro: Pedro Ángel Galán Nieto (ESP) Segundo árbitro: Aleksandar Veljovic (SRB) Tercer árbitro: Andreas Demetriou (CYP) Mesa: Delegado UEFA: Marinus den Engelsman (NED) |

| Jornada 2; Miércoles, 6 de noviembre de 2002 17:00 UTC+1 | Rusia | 7-0     | Letonia | City Sport Hall, Mako (Hungría) | |
|                                                          | Sergei Ivanov 02'01', 27'05', 39'07' · Denis Abyshev 03'02' · Andrei Chabanov 09'03', 10'04' · Vladimir Stroganov 30'06' | Reporte |         | Árbitro(s): Primer árbitro: Pedro Ángel Galán Nieto (ESP) Segundo árbitro: Andreas Demetriou (CYP) Tercer árbitro: Jyrki Filppu (FIN) Mesa: Delegado UEFA: Marinus den Engelsman (NED) | Árbitro(s): Primer árbitro: Pedro Ángel Galán Nieto (ESP) Segundo árbitro: Andreas Demetriou (CYP) Tercer árbitro: Jyrki Filppu (FIN) Mesa: Delegado UEFA: Marinus den Engelsman (NED) |

| Jornada 2; Miércoles, 6 de noviembre de 2002 19:00 UTC+1 | Hungría                                          | 3-1     | Israel              | City Sport Hall, Mako (Hungría) | |
|                                                          | Tamás Szente 07'01' · Miklós Tóth 09'02', 35'04' | Reporte | 21'03' Yaron Spigel | Árbitro(s): Primer árbitro: Jyrki Filppu (FIN) Segundo árbitro: Aleksandar Veljovic (SRB) Tercer árbitro: Pedro Ángel Galán Nieto (ESP) Mesa: Delegado UEFA: Marinus den Engelsman (NED) | Árbitro(s): Primer árbitro: Jyrki Filppu (FIN) Segundo árbitro: Aleksandar Veljovic (SRB) Tercer árbitro: Pedro Ángel Galán Nieto (ESP) Mesa: Delegado UEFA: Marinus den Engelsman (NED) |

| Jornada 3; Viernes, 8 de noviembre de 2002 16:00 UTC+1 | Israel                                                         | 3-3     | Letonia | City Sport Hall, Szeged (Hungría) | |
|                                                        | Asher Kadosh 08'01' · Amir Salem 20'02' · Haim Sirotkin 33'05' | Reporte | 20'03' Mihails Lisjakovs · 29'04' Vadims Atamanukovs · 36'06' Vadims Sinicins · 32'00' Aleksandrs Emanuilovs | Árbitro(s): Primer árbitro: Andreas Demetriou (CYP) Segundo árbitro: Aleksandar Veljovic (SRB) Tercer árbitro: Jyrki Filppu (FIN) Mesa: Delegado UEFA: Marinus den Engelsman (NED) | Árbitro(s): Primer árbitro: Andreas Demetriou (CYP) Segundo árbitro: Aleksandar Veljovic (SRB) Tercer árbitro: Jyrki Filppu (FIN) Mesa: Delegado UEFA: Marinus den Engelsman (NED) |

| Jornada 3; Viernes, 8 de noviembre de 2002 18:00 UTC+1 | Rusia | 6-2     | Hungría                                      | City Sport Hall, Szeged (Hungría) | |
|                                                        | Vladimir Stroganov 05'01' · Viatcheslav Moskalenko 09'02', 19'04' · Andrei Chabanov 18'03' · Denis Abyshev 22'05' · Gennady Ionov 25'06' | Reporte | 38'07' Ferenc Kénoszt · 38'08' Gábor Somogyi | Árbitro(s): Primer árbitro: Jyrki Filppu (FIN) Segundo árbitro: Pedro Ángel Galán Nieto (ESP) Tercer árbitro: Andreas Demetriou (CYP) Mesa: Delegado UEFA: Marinus den Engelsman (NED) | Árbitro(s): Primer árbitro: Jyrki Filppu (FIN) Segundo árbitro: Pedro Ángel Galán Nieto (ESP) Tercer árbitro: Andreas Demetriou (CYP) Mesa: Delegado UEFA: Marinus den Engelsman (NED) |

### Grupo 2
| Equipo    | Pts | PJ | PG | PE | PP | GF | GC | Dif |
| --------- | --- | -- | -- | -- | -- | -- | -- | --- |
| Bélgica   | 9   | 3  | 3  | 0  | 0  | 21 | 9  | 12  |
| Polonia   | 6   | 3  | 2  | 0  | 1  | 17 | 8  | 9   |
| Moldavia  | 3   | 3  | 1  | 0  | 2  | 6  | 16 | -10 |
| Finlandia | 0   | 3  | 0  | 0  | 3  | 3  | 14 | -11 |

#### Resultados
| Jornada 1; Miércoles, 20 de noviembre de 2002 17:00 UTC+1 | Polonia | 5-0     | Finlandia              | Pasila Sport Hall, Helsinki (Finlandia) | |
|                                                           | Jaroslaw Kaszowski 06'01' · Adam Piechocki 08'02' · Krzysztof Kuchciak 13'03' · Krzysztof Jasinski 21'04' · Pieta Wojciech 32'05' | Reporte | 37'00' Tommi Sergejeff | Árbitro(s): Primer árbitro: Evzen Amler (CZE) Segundo árbitro: Edi Sunjic (CRO) Tercer árbitro: Alexandr Remin (BLR) Mesa: Delegado UEFA: Tomás Gea (AND) | Árbitro(s): Primer árbitro: Evzen Amler (CZE) Segundo árbitro: Edi Sunjic (CRO) Tercer árbitro: Alexandr Remin (BLR) Mesa: Delegado UEFA: Tomás Gea (AND) |

| Jornada 1; Miércoles, 20 de noviembre de 2002 19:00 UTC+1 | Bélgica                                                                                          | 7-3     | Moldavia                                                                    | Pasila Sport Hall, Helsinki (Finlandia) | |
|                                                           | Tim Vergauwen 13'02', 20'04', 32'06' · Kurt Gessner 20'03', 36'07', 36'08' · Rudy Plompen 21'05' | Reporte | 02'01' Ghenadie Cucereavii · 37'09' Iurie Romaniuc · 40'10' Victor Maimescu | Árbitro(s): Primer árbitro: Anton Averianov (RUS) Segundo árbitro: Alexandr Remin (BLR) Tercer árbitro: Edi Sunjic (CRO) Mesa: Delegado UEFA: Tomás Gea (AND) | Árbitro(s): Primer árbitro: Anton Averianov (RUS) Segundo árbitro: Alexandr Remin (BLR) Tercer árbitro: Edi Sunjic (CRO) Mesa: Delegado UEFA: Tomás Gea (AND) |

| Jornada 2; Jueves, 21 de noviembre de 2002 17:00 UTC+1 | Polonia | 8-1     | Moldavia               | Pasila Sport Hall, Helsinki (Finlandia) | |
|                                                        | Krzysztof Filipczak 10'01', 27'08' · Krzysztof Kuchciak 13'02' · Adam Piechocki 14'04' · Jaroslaw Kaszowski 18'05' · Krzysztof Marzec 19'06' · Pieta Wojciech 26'07' · Tomasz Lesniak 38'09' · Krzysztof Kuchciak 35'00' | Reporte | 14'03' Victor Maimescu | Árbitro(s): Primer árbitro: Evzen Amler (CZE) Segundo árbitro: Alexandr Remin (BLR) Tercer árbitro: Anton Averianov (RUS) Mesa: Delegado UEFA: Tomás Gea (AND) | Árbitro(s): Primer árbitro: Evzen Amler (CZE) Segundo árbitro: Alexandr Remin (BLR) Tercer árbitro: Anton Averianov (RUS) Mesa: Delegado UEFA: Tomás Gea (AND) |

| Jornada 2; Jueves, 21 de noviembre de 2002 19:00 UTC+1 | Bélgica | 7-2     | Finlandia                                   | Pasila Sport Hall, Helsinki (Finlandia) | |
|                                                        | Tim Vergauwen 01'01' · Mustafa Toukouki 13'02' · Karim Bachar 15'03', 33'08' · Mustapha Aabbassi 19'04' · Mohammed Boukamir 19'05', 29'07' | Reporte | 24'06' Jere Pirhonen · 39'09' Niki Helenius | Árbitro(s): Primer árbitro: Anton Averianov (RUS) Segundo árbitro: Edi Sunjic (CRO) Tercer árbitro: Evzen Amler (CZE) Mesa: Delegado UEFA: Tomás Gea (AND) | Árbitro(s): Primer árbitro: Anton Averianov (RUS) Segundo árbitro: Edi Sunjic (CRO) Tercer árbitro: Evzen Amler (CZE) Mesa: Delegado UEFA: Tomás Gea (AND) |

| Jornada 3; Sábado, 23 de noviembre de 2002 14:00 UTC+1 | Finlandia                         | 1-2     | Moldavia                    | Pasila Sport Hall, Helsinki (Finlandia) | |
|                                                        | Ghenadie Cucereavii (p.p.) 07'01' | Reporte | 15'02', 24'03' Vasile Arlet | Árbitro(s): Primer árbitro: Alexandr Remin (BLR) Segundo árbitro: Edi Sunjic (CRO) Tercer árbitro: Anton Averianov (RUS) Mesa: Delegado UEFA: Tomás Gea (AND) | Árbitro(s): Primer árbitro: Alexandr Remin (BLR) Segundo árbitro: Edi Sunjic (CRO) Tercer árbitro: Anton Averianov (RUS) Mesa: Delegado UEFA: Tomás Gea (AND) |

| Jornada 3; Sábado, 23 de noviembre de 2002 16:00 UTC+1 | Polonia                                                                                                | 4-7     | Bélgica | Pasila Sport Hall, Helsinki (Finlandia) | |
|                                                        | Krzysztof Kuchciak 17'04', 20'06' · Adam Kryger 19'05' · Tomasz Lesniak 24'09' · Adam Piechocki 23'00' | Reporte | 03'01', 11'03', 23'08' Tim Vergauwen · 07'02' Nouredine El Yahiaoui · 23'07', 40'11' Kurt Gessner · 32'10' Rudy Plompen | Árbitro(s): Primer árbitro: Evzen Amler (CZE) Segundo árbitro: Anton Averianov (RUS) Tercer árbitro: Edi Sunjic (CRO) Mesa: Delegado UEFA: Tomás Gea (AND) | Árbitro(s): Primer árbitro: Evzen Amler (CZE) Segundo árbitro: Anton Averianov (RUS) Tercer árbitro: Edi Sunjic (CRO) Mesa: Delegado UEFA: Tomás Gea (AND) |

### Grupo 3
| Equipo     | Pts | PJ | PG | PE | PP | GF | GC | Dif |
| ---------- | --- | -- | -- | -- | -- | -- | -- | --- |
| España     | 9   | 3  | 3  | 0  | 0  | 15 | 5  | 10  |
| Yugoslavia | 6   | 3  | 2  | 0  | 1  | 9  | 5  | 4   |
| Macedonia  | 3   | 3  | 1  | 0  | 2  | 3  | 11 | -8  |
| Lituania   | 0   | 3  | 0  | 0  | 3  | 3  | 9  | -6  |

#### Resultados
| Jornada 1; Martes, 5 de noviembre de 2002 18:15 UTC+1 | España | 6-0     | Macedonia          | Medison, Zrenjanin (Yugoslavia) | |
|                                                       | Kike 04'01' · Edesio Rodrígues Das Graças 18'02', 20'03' · Orol 23'04' · Javi Sánchez 38'05' · Joan 40'06' | Reporte | 39'00' Goran Mitev | Árbitro(s): Primer árbitro: Christian Hauben (BEL) Segundo árbitro: Victor van Helvoirt (NED) Tercer árbitro: Aleksandr Shilakadze (GEO) Mesa: Delegado UEFA: István Huszár (HUN) | Árbitro(s): Primer árbitro: Christian Hauben (BEL) Segundo árbitro: Victor van Helvoirt (NED) Tercer árbitro: Aleksandr Shilakadze (GEO) Mesa: Delegado UEFA: István Huszár (HUN) |

| Jornada 1; Martes, 5 de noviembre de 2002 20:15 UTC+1 | Yugoslavia                                                                                       | 2-0     | Lituania                   | Medison, Zrenjanin (Yugoslavia) | |
|                                                       | Zoran Dimic 04'01', 34'02' · Krsto Spadijer 11'00' · Darko Bojanovic 25'00' · Zoran Benic 35'00' | Reporte | 35'00' Arturas Rimkevicius | Árbitro(s): Primer árbitro: Aleksandr Shilakadze (GEO) Segundo árbitro: Iouriy Rudinskiy (UKR) Tercer árbitro: Victor van Helvoirt (NED) Mesa: Delegado UEFA: István Huszár (HUN) | Árbitro(s): Primer árbitro: Aleksandr Shilakadze (GEO) Segundo árbitro: Iouriy Rudinskiy (UKR) Tercer árbitro: Victor van Helvoirt (NED) Mesa: Delegado UEFA: István Huszár (HUN) |

| Jornada 2; Miércoles, 6 de noviembre de 2002 18:15 UTC+1 | España                                                              | 5-2     | Lituania                                                                          | Medison, Zrenjanin (Yugoslavia) | |
|                                                          | Joan 03'01' · Alberto Cogorro 12'03', 33'05' · Adeva 25'04', 37'07' | Reporte | 05'02' Kestutis Rudzionis · 36'06' Sigitas Juozaitis · 20'00' Arturas Rimkevicius | Árbitro(s): Primer árbitro: Aleksandr Shilakadze (GEO) Segundo árbitro: Iouriy Rudinskiy (UKR) Tercer árbitro: Christian Hauben (BEL) Mesa: Delegado UEFA: István Huszár (HUN) | Árbitro(s): Primer árbitro: Aleksandr Shilakadze (GEO) Segundo árbitro: Iouriy Rudinskiy (UKR) Tercer árbitro: Christian Hauben (BEL) Mesa: Delegado UEFA: István Huszár (HUN) |

| Jornada 2; Miércoles, 6 de noviembre de 2002 20:15 UTC+1 | Yugoslavia                                                                                         | 4-1     | Macedonia                                       | Medison, Zrenjanin (Yugoslavia) | |
|                                                          | Marko Kocic 07'01', 32'04' · Igor Cetkovic 16'02' · Miloš Mišcevic 35'05' · Darko Bojanovic 17'00' | Reporte | 20'03' Goran Mitev · 17'00' Dragi Kostadinovski | Árbitro(s): Primer árbitro: Christian Hauben (BEL) Segundo árbitro: Victor van Helvoirt (NED) Tercer árbitro: Iouriy Rudinskiy (UKR) Mesa: Delegado UEFA: István Huszár (HUN) | Árbitro(s): Primer árbitro: Christian Hauben (BEL) Segundo árbitro: Victor van Helvoirt (NED) Tercer árbitro: Iouriy Rudinskiy (UKR) Mesa: Delegado UEFA: István Huszár (HUN) |

| Jornada 3; Viernes, 8 de noviembre de 2002 18:15 UTC+1 | Macedonia                                                                    | 2-1     | Lituania                                                    | Medison, Zrenjanin (Yugoslavia) | |
|                                                        | Branislav Trajkovski 13'01' · Goran Mitev 38'03' · Marjan Stefanovski 16'00' | Reporte | 26'02' (p.p.) Marjan Stefanovski · 38'00' Sigitas Juozaitis | Árbitro(s): Primer árbitro: Aleksandr Shilakadze (GEO) Segundo árbitro: Iouriy Rudinskiy (UKR) Tercer árbitro: Victor van Helvoirt (NED) Mesa: Delegado UEFA: István Huszár (HUN) | Árbitro(s): Primer árbitro: Aleksandr Shilakadze (GEO) Segundo árbitro: Iouriy Rudinskiy (UKR) Tercer árbitro: Victor van Helvoirt (NED) Mesa: Delegado UEFA: István Huszár (HUN) |

| Jornada 3; Viernes, 8 de noviembre de 2002 20:15 UTC+1 | España                                                                                 | 4-3     | Yugoslavia | Medison, Zrenjanin (Yugoslavia) | |
|                                                        | Daniel 03'01', 35'06' · Orol 07'02' · Kike 40'07' · Edesio Rodrígues Das Graças 20'00' | Reporte | 20'03' Marko Kocic · 24'04' Igor Cetkovic · 28'05' Vladan Cvetanovic · 21'00' Marko Kocic · 32'00' Vladan Cvetanovic · 32'00' Bojan Pavicevic | Árbitro(s): Primer árbitro: Christian Hauben (BEL) Segundo árbitro: Victor van Helvoirt (NED) Tercer árbitro: Iouriy Rudinskiy (UKR) Mesa: Delegado UEFA: István Huszár (HUN) | Árbitro(s): Primer árbitro: Christian Hauben (BEL) Segundo árbitro: Victor van Helvoirt (NED) Tercer árbitro: Iouriy Rudinskiy (UKR) Mesa: Delegado UEFA: István Huszár (HUN) |

### Grupo 4
| Equipo    | Pts | PJ | PG | PE | PP | GF | GC | Dif |
| --------- | --- | -- | -- | -- | -- | -- | -- | --- |
| Eslovenia | 9   | 3  | 3  | 0  | 0  | 15 | 2  | 13  |
| Holanda   | 6   | 3  | 2  | 0  | 1  | 11 | 12 | -1  |
| Grecia    | 3   | 3  | 1  | 0  | 2  | 10 | 14 | -4  |
| Armenia   | 0   | 3  | 0  | 0  | 3  | 5  | 13 | -8  |

#### Resultados
| Jornada 1; Martes, 5 de noviembre de 2002 19:00 UTC+1 | Eslovenia | 6-0     | Grecia | Stadssporhal, Sittard (Holanda) | |
|                                                       | Joze Gacnik 08'01', 29'04', 34'05' · Denis Ibrisimovic 09'02' · Milivoje Simeunovic 19'03' · Senudin Dzafic 35'06' | Reporte |        | Árbitro(s): Primer árbitro: Franck Glochon (FRA) Segundo árbitro: Borka Smokvoski (MKD) Tercer árbitro: Zbigniew Kosmala (POL) Mesa: Delegado UEFA: Pierre Schiepers (BEL) | Árbitro(s): Primer árbitro: Franck Glochon (FRA) Segundo árbitro: Borka Smokvoski (MKD) Tercer árbitro: Zbigniew Kosmala (POL) Mesa: Delegado UEFA: Pierre Schiepers (BEL) |

| Jornada 1; Martes, 5 de noviembre de 2002 21:00 UTC+1 | Holanda | 4-2     | Armenia                                                                                                  | Stadssporhal, Sittard (Holanda) | |
|                                                       | Robert Herder 07'01', 39'06' · Anton Biloro 12'03' · Maximiliaan Tjaden 30'04' · Robert Herder 19'00' · Anton Biloro 38'00' | Reporte | 10'02' Suren Chakhalyan · 31'05' Zohrab Niazyan · 39'00' Zohrab Niazyan · 37'00' Vagharshak Shahnazaryan | Árbitro(s): Primer árbitro: Zbigniew Kosmala (POL) Segundo árbitro: Igor Bik (UKR) Tercer árbitro: Franck Glochon (FRA) Mesa: Delegado UEFA: Pierre Schiepers (BEL) | Árbitro(s): Primer árbitro: Zbigniew Kosmala (POL) Segundo árbitro: Igor Bik (UKR) Tercer árbitro: Franck Glochon (FRA) Mesa: Delegado UEFA: Pierre Schiepers (BEL) |

| Jornada 2; Miércoles, 6 de noviembre de 2002 19:00 UTC+1 | Eslovenia                                                            | 3-0     | Armenia | Stadssporhal, Sittard (Holanda) | |
|                                                          | Milivoje Simeunovic 13'01' · Mito Kos 17'02' · Senudin Dzafic 21'03' | Reporte |         | Árbitro(s): Primer árbitro: Borka Smokvoski (MKD) Segundo árbitro: Zbigniew Kosmala (POL) Tercer árbitro: Igor Bik (UKR) Mesa: Delegado UEFA: Pierre Schiepers (BEL) | Árbitro(s): Primer árbitro: Borka Smokvoski (MKD) Segundo árbitro: Zbigniew Kosmala (POL) Tercer árbitro: Igor Bik (UKR) Mesa: Delegado UEFA: Pierre Schiepers (BEL) |

| Jornada 2; Miércoles, 6 de noviembre de 2002 20:30 UTC+1 | Holanda | 5-4     | Grecia                                                                                          | Stadssporhal, Sittard (Holanda) | |
|                                                          | Moes Rebel 02'01' · Robert Herder 13'03', 24'07' · Maximiliaan Tjaden 23'06', 31'09' · Antoine Merlino 07'00' · Marinho Letemahulu 15'00' | Reporte | 12'02' Panagiotis Lioutas · 14'04', 19'05', 28'08' Stefanos Michalis · 23'00' Stefanos Michalis | Árbitro(s): Primer árbitro: Franck Glochon (FRA) Segundo árbitro: Igor Bik (UKR) Tercer árbitro: Borka Smokvoski (MKD) Mesa: Delegado UEFA: Pierre Schiepers (BEL) | Árbitro(s): Primer árbitro: Franck Glochon (FRA) Segundo árbitro: Igor Bik (UKR) Tercer árbitro: Borka Smokvoski (MKD) Mesa: Delegado UEFA: Pierre Schiepers (BEL) |

| Jornada 3; Viernes, 8 de noviembre de 2002 19:00 UTC+1 | Armenia | 3-6     | Grecia | Stadssporhal, Sittard (Holanda) | |
|                                                        | Gegham Yedigaryan 09'02' · Samuel Minasyan 29'06' · Armen Danielyan 34'08' · Gegham Yedigaryan 18'00' · Zohrab Niazyan 29'00' | Reporte | 01'01', 30'07' Athanassios Zachos · 13'03', 28'05' Stefanos Michalis · 26'04', 38'09' Konstantinos Karasavvas | Árbitro(s): Primer árbitro: Zbigniew Kosmala (POL) Segundo árbitro: Igor Bik (UKR) Tercer árbitro: Borka Smokvoski (MKD) Mesa: Delegado UEFA: Pierre Schiepers (BEL) | Árbitro(s): Primer árbitro: Zbigniew Kosmala (POL) Segundo árbitro: Igor Bik (UKR) Tercer árbitro: Borka Smokvoski (MKD) Mesa: Delegado UEFA: Pierre Schiepers (BEL) |

| Jornada 3; Viernes, 8 de noviembre de 2002 20:30 UTC+1 | Holanda                                                                | 2-6     | Eslovenia | Stadssporhal, Sittard (Holanda) | |
|                                                        | Antoine Merlino 10'01' · Moes Rebel 12'02' · Maximiliaan Tjaden 23'00' | Reporte | 15'03', 40'08' Milivoje Simeunovic · 16'04', 20'05' Senudin Dzafic · 31'06' Denis Ibrisimovic · 33'07' Tomi Horvat · 25'00' Denis Ibrisimovic | Árbitro(s): Primer árbitro: Franck Glochon (FRA) Segundo árbitro: Borka Smokvoski (MKD) Tercer árbitro: Igor Bik (UKR) Mesa: Delegado UEFA: Pierre Schiepers (BEL) | Árbitro(s): Primer árbitro: Franck Glochon (FRA) Segundo árbitro: Borka Smokvoski (MKD) Tercer árbitro: Igor Bik (UKR) Mesa: Delegado UEFA: Pierre Schiepers (BEL) |

### Grupo 5
| Equipo      | Pts | PJ | PG | PE | PP | GF | GC | Dif |
| ----------- | --- | -- | -- | -- | -- | -- | -- | --- |
| Portugal    | 9   | 3  | 3  | 0  | 0  | 20 | 3  | 17  |
| Bielorrusia | 4   | 3  | 1  | 1  | 1  | 8  | 7  | 1   |
| Azerbaiyán  | 3   | 3  | 1  | 0  | 2  | 5  | 9  | -4  |
| Georgia     | 1   | 3  | 0  | 1  | 2  | 3  | 17 | -14 |

#### Resultados
| Jornada 1; Miércoles, 6 de noviembre de 2002 20:00 UTC+1 | Portugal | 5-0     | Azerbaiyán                                                        | Pavilhão Municipal, Tavira (Portugal) | |
|                                                          | Ivan 06'01' · Arnaldo Pereira 32'05' · André Lima 12'02' · Pedro Costa 23'03' · João Marçal 25'04' · Ivan 30'00' · Arnaldo Pereira 11'00' | Reporte | 17'00' Diogenes Leandro Da Silva Pires · 26'00' Rajab Faradj-zade | Árbitro(s): Primer árbitro: Ercole Vescio (ITA) Segundo árbitro: Patrick Willemarck (BEL) Tercer árbitro: Ivan Novak (CRO) Mesa: Delegado UEFA: Alexis Ponnet (BEL) | Árbitro(s): Primer árbitro: Ercole Vescio (ITA) Segundo árbitro: Patrick Willemarck (BEL) Tercer árbitro: Ivan Novak (CRO) Mesa: Delegado UEFA: Alexis Ponnet (BEL) |

| Jornada 1; Miércoles, 6 de noviembre de 2002 22:00 UTC+1 | Bielorrusia               | 2-2     | Georgia                                                                    | Pavilhão Municipal, Tavira (Portugal) | |
|                                                          | Ilya Gurin 06'02', 13'03' | Reporte | 04'01' Nick Kbiladze · 30'04' David Sologashvili · 28'00' Revaz Devdariani | Árbitro(s): Primer árbitro: Ivan Novak (CRO) Segundo árbitro: Vladimir Colbasiuc (MDA) Tercer árbitro: Ercole Vescio (ITA) Mesa: Delegado UEFA: Alexis Ponnet (BEL) | Árbitro(s): Primer árbitro: Ivan Novak (CRO) Segundo árbitro: Vladimir Colbasiuc (MDA) Tercer árbitro: Ercole Vescio (ITA) Mesa: Delegado UEFA: Alexis Ponnet (BEL) |

| Jornada 2; Jueves, 7 de noviembre de 2002 20:00 UTC+1 | Portugal | 11-0    | Georgia                                                                       | Pavilhão Municipal, Tavira (Portugal) | |
|                                                       | João Marçal 03'01' · Joel Queirós 11'02', 16'03', 23'06', 32'08' · Arnaldo Pereira 19'04' · Zé Maria 21'05' · Pedro Costa 28'07' · André Lima 35'09', 36'10' · Gonçalo Alves 37'11' | Reporte | 17'00' Nick Kbiladze · 23'00' David Sologashvili · 35'00' Aleksandr Sarkisian | Árbitro(s): Primer árbitro: Ercole Vescio (ITA) Segundo árbitro: Vladimir Colbasiuc (MDA) Tercer árbitro: Patrick Willemarck (BEL) Mesa: Delegado UEFA: Alexis Ponnet (BEL) | Árbitro(s): Primer árbitro: Ercole Vescio (ITA) Segundo árbitro: Vladimir Colbasiuc (MDA) Tercer árbitro: Patrick Willemarck (BEL) Mesa: Delegado UEFA: Alexis Ponnet (BEL) |

| Jornada 2; Jueves, 7 de noviembre de 2002 22:00 UTC+1 | Bielorrusia                                                                         | 3-1     | Azerbaiyán                                      | Pavilhão Municipal, Tavira (Portugal) | |
|                                                       | Aleksandr Chernik 38'02' · Serguei Lagoutko 39'03', 40'04' · Dzmitry Matsiuk 33'00' | Reporte | 27'01' Makhir Eyniev · 31'00' Dzeykhun Sultanov | Árbitro(s): Primer árbitro: Ivan Novak (CRO) Segundo árbitro: Patrick Willemarck (BEL) Tercer árbitro: Vladimir Colbasiuc (MDA) Mesa: Delegado UEFA: Alexis Ponnet (BEL) | Árbitro(s): Primer árbitro: Ivan Novak (CRO) Segundo árbitro: Patrick Willemarck (BEL) Tercer árbitro: Vladimir Colbasiuc (MDA) Mesa: Delegado UEFA: Alexis Ponnet (BEL) |

| Jornada 3; Sábado, 9 de noviembre de 2002 18:00 UTC+1 | Portugal | 4-3     | Bielorrusia | Pavilhão Municipal, Tavira (Portugal) | |
|                                                       | Joel Queirós 12'02' · Arnaldo Pereira 21'03' · Ivan 35'06' · Pedro Costa 39'07' · André Lima 17'00' · Arnaldo Pereira 37'00' | Reporte | 07'01' Vladimir Levus · 30'05' Aleksandr Chernik · 27'04' Aleksandr Savintsev · 26'00' Vladimir Levus · 08'00' Aleksandr Chernik · 28'00' Igor Kirkizh · 35'00' Ilya Gurin | Árbitro(s): Primer árbitro: Ivan Novak (CRO) Segundo árbitro: Vladimir Colbasiuc (MDA) Tercer árbitro: Mesa: Delegado UEFA: Alexis Ponnet (BEL) | Árbitro(s): Primer árbitro: Ivan Novak (CRO) Segundo árbitro: Vladimir Colbasiuc (MDA) Tercer árbitro: Mesa: Delegado UEFA: Alexis Ponnet (BEL) |

| Jornada 3; Sábado, 9 de noviembre de 2002 18:00 UTC+1 | Azerbaiyán | 4-1     | Georgia                                             | Pavilhão Municipal, Castro Marim (Portugal) | |
|                                                       | Bakhtiyar Musayev 03'01' · Rajab Faradj-zade 19'02', 27'04' · Rizvan Farzaliyev 34'05' · Zeynal Zeynalov 24'00' · Mirbaghir Isayev 29'00' | Reporte | 22'03' Galaktion Zoidze · 32'00' David Sologashvili | Árbitro(s): Primer árbitro: Ercole Vescio (ITA) Segundo árbitro: Patrick Willemarck (BEL) Tercer árbitro: Mesa: Delegado UEFA: Alexis Ponnet (BEL) | Árbitro(s): Primer árbitro: Ercole Vescio (ITA) Segundo árbitro: Patrick Willemarck (BEL) Tercer árbitro: Mesa: Delegado UEFA: Alexis Ponnet (BEL) |

### Grupo 6
| Equipo             | Pts | PJ | PG | PE | PP | GF | GC | Dif |
| ------------------ | --- | -- | -- | -- | -- | -- | -- | --- |
| República Checa    | 9   | 3  | 3  | 0  | 0  | 15 | 4  | 11  |
| Croacia            | 6   | 3  | 2  | 0  | 1  | 8  | 7  | 1   |
| Bosnia-Herzegovina | 1   | 3  | 0  | 1  | 2  | 8  | 13 | -5  |
| Francia            | 1   | 3  | 0  | 1  | 2  | 6  | 13 | -7  |

#### Resultados
| Jornada 1; Martes, 5 de noviembre de 2002 17:00 UTC+1 | Croacia | 3-2     | Bosnia-Herzegovina                                                                   | Sareza, Ostrava (República Checa) | |
|                                                       | Kresimir Civrag 06'01' · Robert Grdovic 06'02' · Ivo Podrug 24'04' · Robert Grdovic 39'00' · Bozidar Butigan 33'00' | Reporte | 12'03' Alen Lali? · 31'05' Abdulah Spahic · 06'00' Ramiz Ramic · 24'00' Josip Lokmer | Árbitro(s): Primer árbitro: Massimo Cumbo (ITA) Segundo árbitro: Cleomenis Bontiotis (GRE) Tercer árbitro: Francisco J. Torres Hernández (ESP) Mesa: Delegado UEFA: Aleksei Spirin (RUS) | Árbitro(s): Primer árbitro: Massimo Cumbo (ITA) Segundo árbitro: Cleomenis Bontiotis (GRE) Tercer árbitro: Francisco J. Torres Hernández (ESP) Mesa: Delegado UEFA: Aleksei Spirin (RUS) |

| Jornada 1; Martes, 5 de noviembre de 2002 19:00 UTC+1 | República Checa                                                      | 5-1     | Francia | Sareza, Ostrava (República Checa) | |
|                                                       | Daniel Rajnoch 05'01', 25'03', 35'04' · Martín Dlouhý 08'02', 38'05' | Reporte | 40'06' Grégory Ferreira Lino · 25'00' Aissa Yahia Bey · 37'00' Mokrane Attal · 39'00' Grégory Ferreira Lino | Árbitro(s): Primer árbitro: Francisco J. Torres Hernández (ESP) Segundo árbitro: Cleomenis Bontiotis (GRE) Tercer árbitro: José Pedro Gomes F. Paraty Silva (POR) Mesa: Delegado UEFA: Aleksei Spirin (RUS) | Árbitro(s): Primer árbitro: Francisco J. Torres Hernández (ESP) Segundo árbitro: Cleomenis Bontiotis (GRE) Tercer árbitro: José Pedro Gomes F. Paraty Silva (POR) Mesa: Delegado UEFA: Aleksei Spirin (RUS) |

| Jornada 2; Miércoles, 6 de noviembre de 2002 17:00 UTC+1 | Croacia | 4-1     | Francia                                                                             | Sareza, Ostrava (República Checa) | |
|                                                          | Boženko Špar 27'02' · Ivica Osibov 28'03' · Nikola Tomicic 28'04' · Kresimir Civrag 33'05' · Sandro Salacan 26'00' · Ivo Podrug 36'00' | Reporte | 24'01' Mokrane Attal · 33'00' Mokrane Attal · 26'00' , 26'00' Grégory Ferreira Lino | Árbitro(s): Primer árbitro: Massimo Cumbo (ITA) Segundo árbitro: Cleomenis Bontiotis (GRE) Tercer árbitro: José Pedro Gomes F. Paraty Silva (POR) Mesa: Delegado UEFA: Aleksei Spirin (RUS) | Árbitro(s): Primer árbitro: Massimo Cumbo (ITA) Segundo árbitro: Cleomenis Bontiotis (GRE) Tercer árbitro: José Pedro Gomes F. Paraty Silva (POR) Mesa: Delegado UEFA: Aleksei Spirin (RUS) |

| Jornada 2; Miércoles, 6 de noviembre de 2002 19:00 UTC+1 | República Checa | 6-2     | Bosnia-Herzegovina                                                                                                | Sareza, Ostrava (República Checa) | |
|                                                          | Tomáš Šluka 07'01', 14'02' · Michal Mareš 17'04', 38'08' · Roman Mareš 22'06' · Martín Dlouhý 35'07' · Rostislav Broz 38'00' | Reporte | 16'03' Muamer Orucevic · 18'05' Alen Lali? · 17'00' Muamer Orucevic · 26'00' Alen Lali? · 38'00' Ferik Dizdarevic | Árbitro(s): Primer árbitro: Massimo Cumbo (ITA) Segundo árbitro: Francisco J. Torres Hernández (ESP) Tercer árbitro: José Pedro Gomes F. Paraty Silva (POR) Mesa: Delegado UEFA: Aleksei Spirin (RUS) | Árbitro(s): Primer árbitro: Massimo Cumbo (ITA) Segundo árbitro: Francisco J. Torres Hernández (ESP) Tercer árbitro: José Pedro Gomes F. Paraty Silva (POR) Mesa: Delegado UEFA: Aleksei Spirin (RUS) |

| Jornada 3; Viernes, 8 de noviembre de 2002 18:00 UTC+1 | Croacia                                                         | 1-4     | República Checa                                                                              | Sareza, Ostrava (República Checa) | |
|                                                        | Ivo Podrug 10'01' · Ivica Osibov 27'00' · Sandro Salacan 36'00' | Reporte | 26'02', 39'05' Roman Mareš · 29'03' Michal Mareš · 30'04' Martín Dlouhý · 19'00' Roman Mareš | Árbitro(s): Primer árbitro: Massimo Cumbo (ITA) Segundo árbitro: Francisco J. Torres Hernandez (ESP) Tercer árbitro: Cleomenis Bontiotis (GRE) Mesa: Delegado UEFA: Aleksei Spirin (RUS) | Árbitro(s): Primer árbitro: Massimo Cumbo (ITA) Segundo árbitro: Francisco J. Torres Hernandez (ESP) Tercer árbitro: Cleomenis Bontiotis (GRE) Mesa: Delegado UEFA: Aleksei Spirin (RUS) |

| Jornada 3; Viernes, 8 de noviembre de 2002 18:00 UTC+1 | Bosnia-Herzegovina | 4-4     | Francia                                                                                                   | ZS Bílovec, Bilovec (República Checa) | |
|                                                        | Alen Lali? 07'02' · Abdulah Spahic 16'06' · Ferik Dizdarevic 23'07' · Dalibor Duvnjak 40'08' · Alen Lali? 30'00' · Ferik Dizdarevic 35'00' | Reporte | 06'01', 13'05' Aissa Yahia Bey · 09'03' Salim Belgharbi · 10'04' Mohamed Baroune · 16'00' Mohamed Baroune | Árbitro(s): Primer árbitro: Radek Lobo (CZE) Segundo árbitro: Antonin Pustejovsky (CZE) Tercer árbitro: José Pedro Gomes F. Paraty Silva (POR) Mesa: Delegado UEFA: Aleksei Spirin (RUS) | Árbitro(s): Primer árbitro: Radek Lobo (CZE) Segundo árbitro: Antonin Pustejovsky (CZE) Tercer árbitro: José Pedro Gomes F. Paraty Silva (POR) Mesa: Delegado UEFA: Aleksei Spirin (RUS) |

### Grupo 7
| Equipo     | Pts | PJ | PG | PE | PP | GF | GC | Dif |
| ---------- | --- | -- | -- | -- | -- | -- | -- | --- |
| Ucrania    | 9   | 3  | 3  | 0  | 0  | 30 | 2  | 28  |
| Eslovaquia | 6   | 3  | 2  | 0  | 1  | 15 | 8  | 7   |
| Andorra    | 3   | 3  | 1  | 0  | 2  | 6  | 13 | -7  |
| Chipre     | 0   | 3  | 0  | 0  | 3  | 2  | 30 | -28 |

#### Resultados
| Jornada 1; Martes, 5 de noviembre de 2002 17:00 UTC+1 | Ucrania                                                                                                  | 5-1     | Eslovaquia                                   | Sporthall, Lucenec (Eslovaquia) | |
|                                                       | Olexandr Kosenko 10'01' · Igor Moskvychov 15'03' · Serhiy Koridze 23'04', 34'05' · Oleh Shaytanov 35'06' | Reporte | 13'02' Lubomir Rusinko · 35'00' Marián Berky | Árbitro(s): Primer árbitro: Silvo Borosak (SVN) Segundo árbitro: Antonio Jose Fernandes Cardoso (POR) Tercer árbitro: Edvin Medic (BIH) Mesa: Delegado UEFA: Arie Wolf (ISR) | Árbitro(s): Primer árbitro: Silvo Borosak (SVN) Segundo árbitro: Antonio Jose Fernandes Cardoso (POR) Tercer árbitro: Edvin Medic (BIH) Mesa: Delegado UEFA: Arie Wolf (ISR) |

| Jornada 1; Martes, 5 de noviembre de 2002 19:00 UTC+1 | Andorra | 3-1     | Chipre                 | Sporthall, Lucenec (Eslovaquia) | |
|                                                       | Oriol Anglora Pirot 10'01' · Xavier Nunez Romero 14'02' · Joan Foix Fernandez 40'04' · Joan Foix Fernandez 22'00' · Jofre Llort Samso 39'00' | Reporte | 16'03' Costas Poliviou | Árbitro(s): Primer árbitro: Edvin Medic (BIH) Segundo árbitro: Károly Török (HUN) Tercer árbitro: Silvo Borosak (SVN) Mesa: Delegado UEFA: Arie Wolf (ISR) | Árbitro(s): Primer árbitro: Edvin Medic (BIH) Segundo árbitro: Károly Török (HUN) Tercer árbitro: Silvo Borosak (SVN) Mesa: Delegado UEFA: Arie Wolf (ISR) |

| Jornada 2; Miércoles, 6 de noviembre de 2002 17:00 UTC+1 | Ucrania | 17-1    | Chipre                                                                             | Sporthall, Lucenec (Eslovaquia) | |
|                                                          | Igor Moskvychov 01'01', 01'02', 12'07', 13'08', 27'14' · Serhiy Koridze 04'03', 10'05', 14'09', 25'12', 36'15', 39'18' · Fedir Pylypiv 07'04' · Georgiy Melnikov 11'06', 16'10' · Olexandr Kosenko 20'11' · Serhiy Sytin 27'13' · Oleg Bezuglyy 38'17' · Volodymyr Deynega 33'00' | Reporte | 37'16' Agathoclis Agathocleous · 19'00' Loizos Lefkaritis · 28'00' Costas Poliviou | Árbitro(s): Primer árbitro: Silvo Borosak (SVN) Segundo árbitro: Károly Török (HUN) Tercer árbitro: Antonio Jose Fernandes Cardoso (POR) Mesa: Delegado UEFA: Arie Wolf (ISR) | Árbitro(s): Primer árbitro: Silvo Borosak (SVN) Segundo árbitro: Károly Török (HUN) Tercer árbitro: Antonio Jose Fernandes Cardoso (POR) Mesa: Delegado UEFA: Arie Wolf (ISR) |

| Jornada 2; Miércoles, 6 de noviembre de 2002 19:00 UTC+1 | Andorra                                                       | 3-4     | Eslovaquia                                                                                     | Sporthall, Lucenec (Eslovaquia) | |
|                                                          | Xavier Sola Peralba 06'02', 33'06' · Jofre Llort Samso 30'05' | Reporte | 04'01', 20'04' Radoslav Krajcik · 19'03', 37'07' Marián Berky · 29'00' , 29'00' Štefan Sudimák | Árbitro(s): Primer árbitro: Edvin Medic (BIH) Segundo árbitro: Antonio Jose Fernandes Cardoso (POR) Tercer árbitro: Silvo Borosak (SVN) Mesa: Delegado UEFA: Arie Wolf (ISR) | Árbitro(s): Primer árbitro: Edvin Medic (BIH) Segundo árbitro: Antonio Jose Fernandes Cardoso (POR) Tercer árbitro: Silvo Borosak (SVN) Mesa: Delegado UEFA: Arie Wolf (ISR) |

| Jornada 3; Viernes, 8 de noviembre de 2002 19:00 UTC+1 | Ucrania | 8-0     | Andorra | Sporthall, Levice (Eslovaquia) | |
|                                                        | Igor Moskvychov 02'01' · Volodymyr Deynega 14'02', 28'05' · Fedir Pylypiv 17'03' · Serhiy Koridze 28'04', 36'08' · Georgiy Melnikov 32'06' · Serhiy Sytin 33'07' · Serhiy Koridze 35'00' | Reporte | 28'00' Xavier Nunez Romero · 31'00' Oriol Anglora Pirot · 35'00' Jerónimo Jiménez · 38'00' Jofre Llort Samso | Árbitro(s): Primer árbitro: Edvin Medic (BIH) Segundo árbitro: Antonio Jose Fernandes Cardoso (POR) Tercer árbitro: Mesa: Delegado UEFA: Arie Wolf (ISR) | Árbitro(s): Primer árbitro: Edvin Medic (BIH) Segundo árbitro: Antonio Jose Fernandes Cardoso (POR) Tercer árbitro: Mesa: Delegado UEFA: Arie Wolf (ISR) |

| Jornada 3; Viernes, 8 de noviembre de 2002 19:00 UTC+1 | Eslovaquia | 10-0    | Chipre | Sporthall, Lucenec (Eslovaquia) | |
|                                                        | Radoslav Krajcik 04'01' · Jozef Husvar 06'02', 13'05' · Marián Berky 09'03' · Martin Cambal 10'04' · Lubomir Rusinko 14'06', 23'09' · Rastislav Kollár 15'07' · Igor Nagy 19'08', 39'10' | Reporte |        | Árbitro(s): Primer árbitro: Silvo Borosak (SVN) Segundo árbitro: Károly Török (HUN) Tercer árbitro: Mesa: Delegado UEFA: Arie Wolf (ISR) | Árbitro(s): Primer árbitro: Silvo Borosak (SVN) Segundo árbitro: Károly Török (HUN) Tercer árbitro: Mesa: Delegado UEFA: Arie Wolf (ISR) |

## Estadísticas

### Resumen
| Pos | Equipo             | Pts | PJ | PG | PE | PP | GF | GC | Dif | Rend    | Expulsado | Amonestado |
| --- | ------------------ | --- | -- | -- | -- | -- | -- | -- | --- | ------- | --------- | ---------- |
| 1   | Ucrania            | 9   | 3  | 3  | 0  | 0  | 30 | 2  | 28  | 100,00% |           | 2          |
| 2   | Portugal           | 9   | 3  | 3  | 0  | 0  | 20 | 3  | 17  | 100,00% |           | 4          |
| 3   | Rusia              | 9   | 3  | 3  | 0  | 0  | 19 | 3  | 16  | 100,00% |           | 1          |
| 4   | Eslovenia          | 9   | 3  | 3  | 0  | 0  | 15 | 2  | 13  | 100,00% |           | 1          |
| 5   | Bélgica            | 9   | 3  | 3  | 0  | 0  | 21 | 9  | 12  | 100,00% |           |            |
| 6   | República Checa    | 9   | 3  | 3  | 0  | 0  | 15 | 4  | 11  | 100,00% |           | 2          |
| 7   | España             | 9   | 3  | 3  | 0  | 0  | 15 | 5  | 10  | 100,00% |           | 1          |
| 8   | Polonia            | 6   | 3  | 2  | 0  | 1  | 17 | 8  | 9   | 66,67%  |           | 2          |
| 9   | Eslovaquia         | 6   | 3  | 2  | 0  | 1  | 15 | 8  | 7   | 66,67%  | 1         | 2          |
| 10  | Hungría            | 6   | 3  | 2  | 0  | 1  | 13 | 7  | 6   | 66,67%  |           |            |
| 11  | Yugoslavia         | 6   | 3  | 2  | 0  | 1  | 9  | 5  | 4   | 66,67%  |           | 7          |
| 12  | Croacia            | 6   | 3  | 2  | 0  | 1  | 8  | 7  | 1   | 66,67%  |           | 6          |
| 13  | Holanda            | 6   | 3  | 2  | 0  | 1  | 11 | 12 | -1  | 66,67%  |           | 5          |
| 14  | Bielorrusia        | 4   | 3  | 1  | 1  | 1  | 8  | 7  | 1   | 44,44%  |           | 5          |
| 15  | Azerbaiyán         | 3   | 3  | 1  | 0  | 2  | 5  | 9  | -4  | 33,33%  |           | 5          |
| 16  | Grecia             | 3   | 3  | 1  | 0  | 2  | 10 | 14 | -4  | 33,33%  |           | 1          |
| 17  | Andorra            | 3   | 3  | 1  | 0  | 2  | 6  | 13 | -7  | 33,33%  | 1         | 5          |
| 18  | Macedonia          | 3   | 3  | 1  | 0  | 2  | 3  | 11 | -8  | 33,33%  |           | 3          |
| 19  | Moldavia           | 3   | 3  | 1  | 0  | 2  | 6  | 16 | -10 | 33,33%  |           |            |
| 20  | Bosnia-Herzegovina | 1   | 3  | 0  | 1  | 2  | 8  | 13 | -5  | 11,11%  |           | 7          |
| 21  | Israel             | 1   | 3  | 0  | 1  | 2  | 5  | 12 | -7  | 11,11%  |           | 1          |
| 22  | Francia            | 1   | 3  | 0  | 1  | 2  | 6  | 13 | -7  | 11,11%  | 1         | 6          |
| 23  | Georgia            | 1   | 3  | 0  | 1  | 2  | 3  | 17 | -14 | 11,11%  | 1         | 4          |
| 24  | Letonia            | 1   | 3  | 0  | 1  | 2  | 3  | 18 | -15 | 11,11%  |           | 1          |
| 25  | Lituania           | 0   | 3  | 0  | 0  | 3  | 3  | 9  | -6  | 0,00%   |           | 3          |
| 26  | Armenia            | 0   | 3  | 0  | 0  | 3  | 5  | 13 | -8  | 0,00%   |           | 4          |
| 27  | Finlandia          | 0   | 3  | 0  | 0  | 3  | 3  | 14 | -11 | 0,00%   |           | 1          |
| 28  | Chipre             | 0   | 3  | 0  | 0  | 3  | 2  | 30 | -28 | 0,00%   |           | 2          |

### Goleadores
| Jugador                     | Selección          | Total | Jugada | Penalti | Propia Puerta |
| --------------------------- | ------------------ | ----- | ------ | ------- | ------------- |
| Serhiy Koridze              | Ucrania            | 10    | 10     |         |               |
| Tim Vergauwen               | Bélgica            | 7     | 7      |         |               |
| Igor Moskvychov             | Ucrania            | 7     | 7      |         |               |
| Sergei Ivanov               | Rusia              | 6     | 6      |         |               |
| Kurt Gessner                | Bélgica            | 5     | 5      |         |               |
| Stefanos Michalis           | Grecia             | 5     | 5      |         |               |
| Joel Queirós                | Portugal           | 5     | 5      |         |               |
| Milivoje Simeunovic         | Eslovenia          | 4     | 4      |         |               |
| Senudin Dzafic              | Eslovenia          | 4     | 4      |         |               |
| Robert Herder               | Holanda            | 4     | 4      |         |               |
| Miklós Tóth                 | Hungría            | 4     | 4      |         |               |
| Krzysztof Kuchciak          | Polonia            | 4     | 4      |         |               |
| Martín Dlouhý               | República Checa    | 4     | 4      |         |               |
| Alen Lali?                  | Bosnia-Herzegovina | 3     | 3      |         |               |
| Lubomir Rusinko             | Eslovaquia         | 3     | 3      |         |               |
| Marián Berky                | Eslovaquia         | 3     | 3      |         |               |
| Radoslav Krajcik            | Eslovaquia         | 3     | 3      |         |               |
| Joze Gacnik                 | Eslovenia          | 3     | 3      |         |               |
| Maximiliaan Tjaden          | Holanda            | 3     | 3      |         |               |
| Arnaldo Pereira             | Portugal           | 3     | 3      |         |               |
| André Lima                  | Portugal           | 3     | 3      |         |               |
| Pedro Costa                 | Portugal           | 3     | 3      |         |               |
| Daniel Rajnoch              | República Checa    | 3     | 3      |         |               |
| Michal Mareš                | República Checa    | 3     | 3      |         |               |
| Roman Mareš                 | República Checa    | 3     | 3      |         |               |
| Andrei Chabanov             | Rusia              | 3     | 3      |         |               |
| Georgiy Melnikov            | Ucrania            | 3     | 3      |         |               |
| Marko Kocic                 | Yugoslavia         | 3     | 3      |         |               |
| Xavier Sola Peralba         | Andorra            | 2     | 2      |         |               |
| Rajab Faradj-zade           | Azerbaiyán         | 2     | 2      |         |               |
| Rudy Plompen                | Bélgica            | 2     | 2      |         |               |
| Karim Bachar                | Bélgica            | 2     | 2      |         |               |
| Mohammed Boukamir           | Bélgica            | 2     | 2      |         |               |
| Ilya Gurin                  | Bielorrusia        | 2     | 2      |         |               |
| Aleksandr Chernik           | Bielorrusia        | 2     | 2      |         |               |
| Serguei Lagoutko            | Bielorrusia        | 2     | 2      |         |               |
| Abdulah Spahic              | Bosnia-Herzegovina | 2     | 2      |         |               |
| Kresimir Civrag             | Croacia            | 2     | 2      |         |               |
| Ivo Podrug                  | Croacia            | 2     | 2      |         |               |
| Jozef Husvar                | Eslovaquia         | 2     | 2      |         |               |
| Igor Nagy                   | Eslovaquia         | 2     | 2      |         |               |
| Denis Ibrisimovic           | Eslovenia          | 2     | 2      |         |               |
| Kike                        | España             | 2     | 2      |         |               |
| Edesio Rodrígues Das Graças | España             | 2     | 2      |         |               |
| Orol                        | España             | 2     | 2      |         |               |
| Joan                        | España             | 2     | 2      |         |               |
| Alberto Cogorro             | España             | 2     | 2      |         |               |
| Adeva                       | España             | 2     | 2      |         |               |
| Daniel                      | España             | 2     | 2      |         |               |
| Aissa Yahia Bey             | Francia            | 2     | 2      |         |               |
| Athanassios Zachos          | Grecia             | 2     | 2      |         |               |
| Konstantinos Karasavvas     | Grecia             | 2     | 2      |         |               |
| Moes Rebel                  | Holanda            | 2     | 2      |         |               |
| Gábor Somogyi               | Hungría            | 2     | 2      |         |               |
| Amir Salem                  | Israel             | 2     | 2      |         |               |
| Goran Mitev                 | Macedonia          | 2     | 2      |         |               |
| Victor Maimescu             | Moldavia           | 2     | 2      |         |               |
| Vasile Arlet                | Moldavia           | 2     | 2      |         |               |
| Jaroslaw Kaszowski          | Polonia            | 2     | 2      |         |               |
| Adam Piechocki              | Polonia            | 2     | 2      |         |               |
| Pieta Wojciech              | Polonia            | 2     | 2      |         |               |
| Krzysztof Filipczak         | Polonia            | 2     | 2      |         |               |
| Tomasz Lesniak              | Polonia            | 2     | 2      |         |               |
| João Marçal                 | Portugal           | 2     | 2      |         |               |
| Tomáš Šluka                 | República Checa    | 2     | 2      |         |               |
| Viatcheslav Moskalenko      | Rusia              | 2     | 2      |         |               |
| Vladimir Grigoriev          | Rusia              | 2     | 2      |         |               |
| Denis Abyshev               | Rusia              | 2     | 2      |         |               |
| Vladimir Stroganov          | Rusia              | 2     | 2      |         |               |
| Olexandr Kosenko            | Ucrania            | 2     | 2      |         |               |
| Fedir Pylypiv               | Ucrania            | 2     | 2      |         |               |
| Serhiy Sytin                | Ucrania            | 2     | 2      |         |               |
| Volodymyr Deynega           | Ucrania            | 2     | 2      |         |               |
| Zoran Dimic                 | Yugoslavia         | 2     | 2      |         |               |
| Igor Cetkovic               | Yugoslavia         | 2     | 2      |         |               |
| Oriol Anglora Pirot         | Andorra            | 1     | 1      |         |               |
| Xavier Nunez Romero         | Andorra            | 1     | 1      |         |               |
| Joan Foix Fernandez         | Andorra            | 1     | 1      |         |               |
| Jofre Llort Samso           | Andorra            | 1     | 1      |         |               |
| Suren Chakhalyan            | Armenia            | 1     | 1      |         |               |
| Zohrab Niazyan              | Armenia            | 1     | 1      |         |               |
| Gegham Yedigaryan           | Armenia            | 1     | 1      |         |               |
| Samuel Minasyan             | Armenia            | 1     | 1      |         |               |
| Armen Danielyan             | Armenia            | 1     | 1      |         |               |
| Makhir Eyniev               | Azerbaiyán         | 1     | 1      |         |               |
| Bakhtiyar Musayev           | Azerbaiyán         | 1     | 1      |         |               |
| Rizvan Farzaliyev           | Azerbaiyán         | 1     | 1      |         |               |
| Mustafa Toukouki            | Bélgica            | 1     | 1      |         |               |
| Mustapha Aabbassi           | Bélgica            | 1     | 1      |         |               |
| Nouredine El Yahiaoui       | Bélgica            | 1     | 1      |         |               |
| Vladimir Levus              | Bielorrusia        | 1     | 1      |         |               |
| Aleksandr Savintsev         | Bielorrusia        | 1     | 1      |         |               |
| Muamer Orucevic             | Bosnia-Herzegovina | 1     | 1      |         |               |
| Ferik Dizdarevic            | Bosnia-Herzegovina | 1     | 1      |         |               |
| Dalibor Duvnjak             | Bosnia-Herzegovina | 1     | 1      |         |               |
| Costas Poliviou             | Chipre             | 1     | 1      |         |               |
| Agathoclis Agathocleous     | Chipre             | 1     | 1      |         |               |
| Robert Grdovic              | Croacia            | 1     | 1      |         |               |
| Boženko Špar                | Croacia            | 1     | 1      |         |               |
| Ivica Osibov                | Croacia            | 1     | 1      |         |               |
| Nikola Tomicic              | Croacia            | 1     | 1      |         |               |
| Martin Cambal               | Eslovaquia         | 1     | 1      |         |               |
| Rastislav Kollár            | Eslovaquia         | 1     | 1      |         |               |
| Mito Kos                    | Eslovenia          | 1     | 1      |         |               |
| Tomi Horvat                 | Eslovenia          | 1     | 1      |         |               |
| Javi Sánchez                | España             | 1     | 1      |         |               |
| Jere Pirhonen               | Finlandia          | 1     | 1      |         |               |
| Niki Helenius               | Finlandia          | 1     | 1      |         |               |
| Mokrane Attal               | Francia            | 1     | 1      |         |               |
| Grégory Ferreira Lino       | Francia            | 1     | 1      |         |               |
| Salim Belgharbi             | Francia            | 1     | 1      |         |               |
| Mohamed Baroune             | Francia            | 1     | 1      |         |               |
| Nick Kbiladze               | Georgia            | 1     | 1      |         |               |
| David Sologashvili          | Georgia            | 1     | 1      |         |               |
| Galaktion Zoidze            | Georgia            | 1     | 1      |         |               |
| Panagiotis Lioutas          | Grecia             | 1     | 1      |         |               |
| Anton Biloro                | Holanda            | 1     | 1      |         |               |
| Antoine Merlino             | Holanda            | 1     | 1      |         |               |
| Gábor Szalay                | Hungría            | 1     | 1      |         |               |
| Szabolcs Tóth               | Hungría            | 1     | 1      |         |               |
| István Jávor                | Hungría            | 1     | 1      |         |               |
| János Madarász              | Hungría            | 1     | 1      |         |               |
| Gabor Nagy                  | Hungría            | 1     | 1      |         |               |
| Tamás Szente                | Hungría            | 1     | 1      |         |               |
| Ferenc Kénoszt              | Hungría            | 1     | 1      |         |               |
| Yaron Spigel                | Israel             | 1     | 1      |         |               |
| Asher Kadosh                | Israel             | 1     | 1      |         |               |
| Haim Sirotkin               | Israel             | 1     | 1      |         |               |
| Mihails Lisjakovs           | Letonia            | 1     | 1      |         |               |
| Vadims Atamanukovs          | Letonia            | 1     | 1      |         |               |
| Vadims Sinicins             | Letonia            | 1     | 1      |         |               |
| Kestutis Rudzionis          | Lituania           | 1     | 1      |         |               |
| Sigitas Juozaitis           | Lituania           | 1     | 1      |         |               |
| Branislav Trajkovski        | Macedonia          | 1     | 1      |         |               |
| Ghenadie Cucereavii         | Moldavia           | 1     | 1      |         | 1             |
| Iurie Romaniuc              | Moldavia           | 1     | 1      |         |               |
| Krzysztof Jasinski          | Polonia            | 1     | 1      |         |               |
| Krzysztof Marzec            | Polonia            | 1     | 1      |         |               |
| Adam Kryger                 | Polonia            | 1     | 1      |         |               |
| Zé Maria                    | Portugal           | 1     | 1      |         |               |
| Gonçalo Alves               | Portugal           | 1     | 1      |         |               |
| Boris Kupetskov             | Rusia              | 1     | 1      |         |               |
| Gennady Ionov               | Rusia              | 1     | 1      |         |               |
| Oleh Shaytanov              | Ucrania            | 1     | 1      |         |               |
| Oleg Bezuglyy               | Ucrania            | 1     | 1      |         |               |
| Miloš Mišcevic              | Yugoslavia         | 1     | 1      |         |               |
| Vladan Cvetanovic           | Yugoslavia         | 1     | 1      |         |               |
| Marjan Stefanovski          | Macedonia          |       |        |         | 1             |

### Tarjetas
| Jugador                         | Selección          | Total | Expulsado | Amonestado |
| ------------------------------- | ------------------ | ----- | --------- | ---------- |
| Grégory Ferreira Lino           | Francia            | 3     | 1         | 2          |
| Štefan Sudimák                  | Eslovaquia         | 2     | 1         | 1          |
| Jofre Llort Samso               | Andorra            | 2     |           | 2          |
| Zohrab Niazyan                  | Armenia            | 2     |           | 2          |
| Alen Lali?                      | Bosnia-Herzegovina | 2     |           | 2          |
| Ferik Dizdarevic                | Bosnia-Herzegovina | 2     |           | 2          |
| Sandro Salacan                  | Croacia            | 2     |           | 2          |
| Mokrane Attal                   | Francia            | 2     |           | 2          |
| David Sologashvili              | Georgia            | 2     |           | 2          |
| Arturas Rimkevicius             | Lituania           | 2     |           | 2          |
| Arnaldo Pereira                 | Portugal           | 2     |           | 2          |
| Darko Bojanovic                 | Yugoslavia         | 2     |           | 2          |
| Jerónimo Jiménez                | Andorra            | 1     | 1         |            |
| Nick Kbiladze                   | Georgia            | 1     | 1         |            |
| Oriol Anglora Pirot             | Andorra            | 1     |           | 1          |
| Xavier Nunez Romero             | Andorra            | 1     |           | 1          |
| Joan Foix Fernandez             | Andorra            | 1     |           | 1          |
| Vagharshak Shahnazaryan         | Armenia            | 1     |           | 1          |
| Gegham Yedigaryan               | Armenia            | 1     |           | 1          |
| Diogenes Leandro Da Silva Pires | Azerbaiyán         | 1     |           | 1          |
| Rajab Faradj-zade               | Azerbaiyán         | 1     |           | 1          |
| Dzeykhun Sultanov               | Azerbaiyán         | 1     |           | 1          |
| Zeynal Zeynalov                 | Azerbaiyán         | 1     |           | 1          |
| Mirbaghir Isayev                | Azerbaiyán         | 1     |           | 1          |
| Ilya Gurin                      | Bielorrusia        | 1     |           | 1          |
| Dzmitry Matsiuk                 | Bielorrusia        | 1     |           | 1          |
| Aleksandr Chernik               | Bielorrusia        | 1     |           | 1          |
| Vladimir Levus                  | Bielorrusia        | 1     |           | 1          |
| Igor Kirkizh                    | Bielorrusia        | 1     |           | 1          |
| Ramiz Ramic                     | Bosnia-Herzegovina | 1     |           | 1          |
| Josip Lokmer                    | Bosnia-Herzegovina | 1     |           | 1          |
| Muamer Orucevic                 | Bosnia-Herzegovina | 1     |           | 1          |
| Costas Poliviou                 | Chipre             | 1     |           | 1          |
| Loizos Lefkaritis               | Chipre             | 1     |           | 1          |
| Robert Grdovic                  | Croacia            | 1     |           | 1          |
| Ivo Podrug                      | Croacia            | 1     |           | 1          |
| Bozidar Butigan                 | Croacia            | 1     |           | 1          |
| Ivica Osibov                    | Croacia            | 1     |           | 1          |
| Marián Berky                    | Eslovaquia         | 1     |           | 1          |
| Denis Ibrisimovic               | Eslovenia          | 1     |           | 1          |
| Edesio Rodrígues Das Graças     | España             | 1     |           | 1          |
| Tommi Sergejeff                 | Finlandia          | 1     |           | 1          |
| Aissa Yahia Bey                 | Francia            | 1     |           | 1          |
| Mohamed Baroune                 | Francia            | 1     |           | 1          |
| Revaz Devdariani                | Georgia            | 1     |           | 1          |
| Aleksandr Sarkisian             | Georgia            | 1     |           | 1          |
| Stefanos Michalis               | Grecia             | 1     |           | 1          |
| Robert Herder                   | Holanda            | 1     |           | 1          |
| Anton Biloro                    | Holanda            | 1     |           | 1          |
| Maximiliaan Tjaden              | Holanda            | 1     |           | 1          |
| Antoine Merlino                 | Holanda            | 1     |           | 1          |
| Marinho Letemahulu              | Holanda            | 1     |           | 1          |
| iLAN Russo                      | Israel             | 1     |           | 1          |
| Aleksandrs Emanuilovs           | Letonia            | 1     |           | 1          |
| Sigitas Juozaitis               | Lituania           | 1     |           | 1          |
| Goran Mitev                     | Macedonia          | 1     |           | 1          |
| Dragi Kostadinovski             | Macedonia          | 1     |           | 1          |
| Marjan Stefanovski              | Macedonia          | 1     |           | 1          |
| Adam Piechocki                  | Polonia            | 1     |           | 1          |
| Krzysztof Kuchciak              | Polonia            | 1     |           | 1          |
| André Lima                      | Portugal           | 1     |           | 1          |
| Roman Mareš                     | República Checa    | 1     |           | 1          |
| Rostislav Broz                  | República Checa    | 1     |           | 1          |
| Viatcheslav Moskalenko          | Rusia              | 1     |           | 1          |
| Serhiy Koridze                  | Ucrania            | 1     |           | 1          |
| Volodymyr Deynega               | Ucrania            | 1     |           | 1          |
| Krsto Spadijer                  | Yugoslavia         | 1     |           | 1          |
| Zoran Benic                     | Yugoslavia         | 1     |           | 1          |
| Marko Kocic                     | Yugoslavia         | 1     |           | 1          |
| Vladan Cvetanovic               | Yugoslavia         | 1     |           | 1          |
| Bojan Pavicevic                 | Yugoslavia         | 1     |           | 1          |